# Rhododendron santapaui
Rhododendron santapaui är en ljungväxtart som beskrevs av Sastry, Kataki, P. Cox, Patriciacox och P. Hutchison. Rhododendron santapaui ingår i släktet rododendron, och familjen ljungväxter. Inga underarter finns listade i Catalogue of Life.